# Hulda Zumsteg

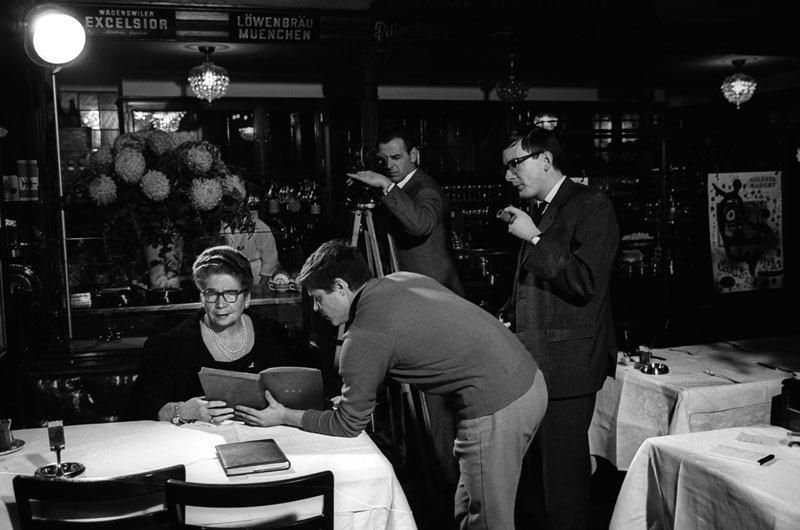
Am 23. Oktober 1966 führt Peter K. Wehrli für das Schweizer Fernsehens ein Interview mit Hulda Zumsteg in ihrer Kronenhalle,
Foto: Eric Bachmann.

Hulda Zumsteg-Durst (* 12. November 1890 in Winterthur; † 14. Juli 1984 in Zürich; heimatberechtigt in Oberhofen AG) war die Mitgründerin und Mitbesitzerin  des Restaurants Kronenhalle in Zürich. Die Wirtin und Gastgeberin zahlreicher grosser Künstler galt schon zu Lebzeiten als Legende.

## Leben
Hulda Zumsteg wurde am 12. November 1890 in Winterthur geboren als Tochter eines orthopädischen Schuhmachers aus Baden-Württemberg. Ihre Mutter starb früh, die zweite Frau ihres Vaters hatte kein gutes Verhältnis zu den Kindern aus erster Ehe. Mit vierzehn Jahren verliess Zumsteg daher ihr Elternhaus mit dem Ziel, Lehrerin zu werden.
Sie übernahm Stellen als Haushälterin und Schankmädchen in Zürich, darunter im Hotel-Restaurant Rose im Niederdorf, die Speisewirtschaft Schöchlischmiede und im Gasthof Mühle, die spätere Haifischbar. Dort lernte sie ihren späteren Mann Gottlieb Zumsteg kennen, den Wirt der Mühle. Sie hatte zu diesem Zeitpunkt bereits zwei kleine Kinder: die erstgeborene Tochter Hedi und den Sohn Gustav, dessen Vater starb, als der Sohn acht Wochen alt war. Sie stieg von der Serviertochter zur Buffetdame auf und heiratete Zumsteg nur zwei Jahre später.

Gäste in Hulda Zumstegs Restaurant Kronenhalle, im Vordergrund Max Frisch und Friedrich Dürrenmatt, neben ihm seine Frau Lotti Dürrenmatt-Geissler, Foto: Jack Metzger, Comet Photo, Bildarchiv der ETH Zürich, 1963

Mit Gottlieb Zumsteg übernahm sie 1924 das ehemalige Hotel Couronne, das Restaurant Kronenhalle an der Rämistrasse in Zürich. Das legendäre Lokal wurde schon von Conrad Ferdinand Meyer, dem Maler Arnold Böcklin und Gottfried Keller besucht, die Gäste waren Zürcher Honoratioren, Fabrikanten und Gelehrte. Hulda Zumsteg erwarb für das Lokal viele Kunstwerke, die heute noch dort zu sehen sind, so von Marc Chagall, Joan Miró oder Wassily Kandinsky. Mit vielen dieser Künstler hatte sie eine persönliche Beziehung, und so entstanden Blätter und Zeichnungen mit Widmung für die Wirtin.
1957 verstarb ihr Mann Gottlieb Zumsteg nach einem Verkehrsunfall, von da an meisterte sie den Betrieb weitestgehend alleine. Ihr Sohn Gustav Zumsteg übernahm die Geschäftsführung, überliess Entscheidungen über den laufenden Betrieb jedoch seiner Mutter.
Das grossformatige Porträt, das heute an die Gastgeberin erinnert, malte der Schweizer Künstler Varlin 1967. Das Bild hängt prominent an der Wand beim Haupteingang West. Hulda Zumsteg verstarb im 94. Altersjahr in Zürich.

### Gastgeberin grosser Künstler
Zumsteg war Gastgeberin durch und durch, und in der Kronenhalle trafen sich Schriftsteller und Künstler wie James Joyce, Thomas Mann, Robert Musil, Bertolt Brecht, Hans Arp, Alberto Giacometti, Max Gubler und Henry van de Velde sowie Musikgrössen wie Richard Strauss, Othmar Schoeck, Igor Strawinsky, Franz Lehár oder Rolf Liebermann. Modeschöpfer fanden ebenfalls den Weg in die Kronenhalle und kleideten die Wirtin in ihre Kreationen ein. Gleichzeitig war sie eine mildtätige Wirtin, die hungrigen Studenten gerne eine Suppe und ein Stück Brot schenkte.

## Ehrung
Hulda Zumsteg wurde 2007 anlässlich des Zürcher Sechseläutens von der Gesellschaft zu Fraumünster geehrt.